# Tengzug Shrines
De Tengzug Shrines zijn enkele altaren die te vinden zijn in de heuvels nabij het Ghanese dorpje Tongo. De altaren zijn meestal opgericht in grotten in de heuvels (die zich kenmerken door grote opeenstapelingen van grote, ronde stenen) en dienen voor het jaarlijks uitvoeren van een ritueel, meestal in november, dat te maken heeft met onder andere het ritueel inluiden van de overgang van puberteit naar volwassenheid. Jongeren ondergaan die rituelen om volwaardig onderdeel van hun gemeenschap te worden. Deze gebruiken geraken in Noord-Ghana, waar de aantrekkingskracht van het Westen steeds groter wordt, steeds meer in onbruik.
De Tengzug Shrines symboliseren een stuk van de Noord-Ghanese cultuur en hebben bovendien een rol gespeeld in de strijd tussen de kolonisator (de Britten) en de lokale bevolking. Als in een soort mini-Torabora hadden zich verzetslieden in de heuvels verschanst om zo op bijna ongrijpbare wijze verzet te bieden tegen de Britse onderdrukker. Naar de legende gaat hebben de Britten de altaren en heuvels bestookt met granaten, maar is daarbij als door een groot wonder geen schrammetje schade aangericht.
Het is mogelijk deze altaren te bezoeken en een enkele geïnteresseerde toerist doet dat ook en laat zich door een lokale gids of chief rondleiden. Er is wel één eis: omdat het hier om heilige plaatsen gaat, moet men naakt of in ieder geval met ontbloot bovenlichaam de altaren betreden. Dit geldt ook voor vrouwen, die zich daar soms wat ongemakkelijk bij voelen. Voor die laatsten is er één troost: nabijgelegen zijn er gelijkwaardige altaren, die wel gewoon met kleding aan te bezoeken zijn. Het is alleen erg lastig om er een gids voor te vinden.